# Novogotika

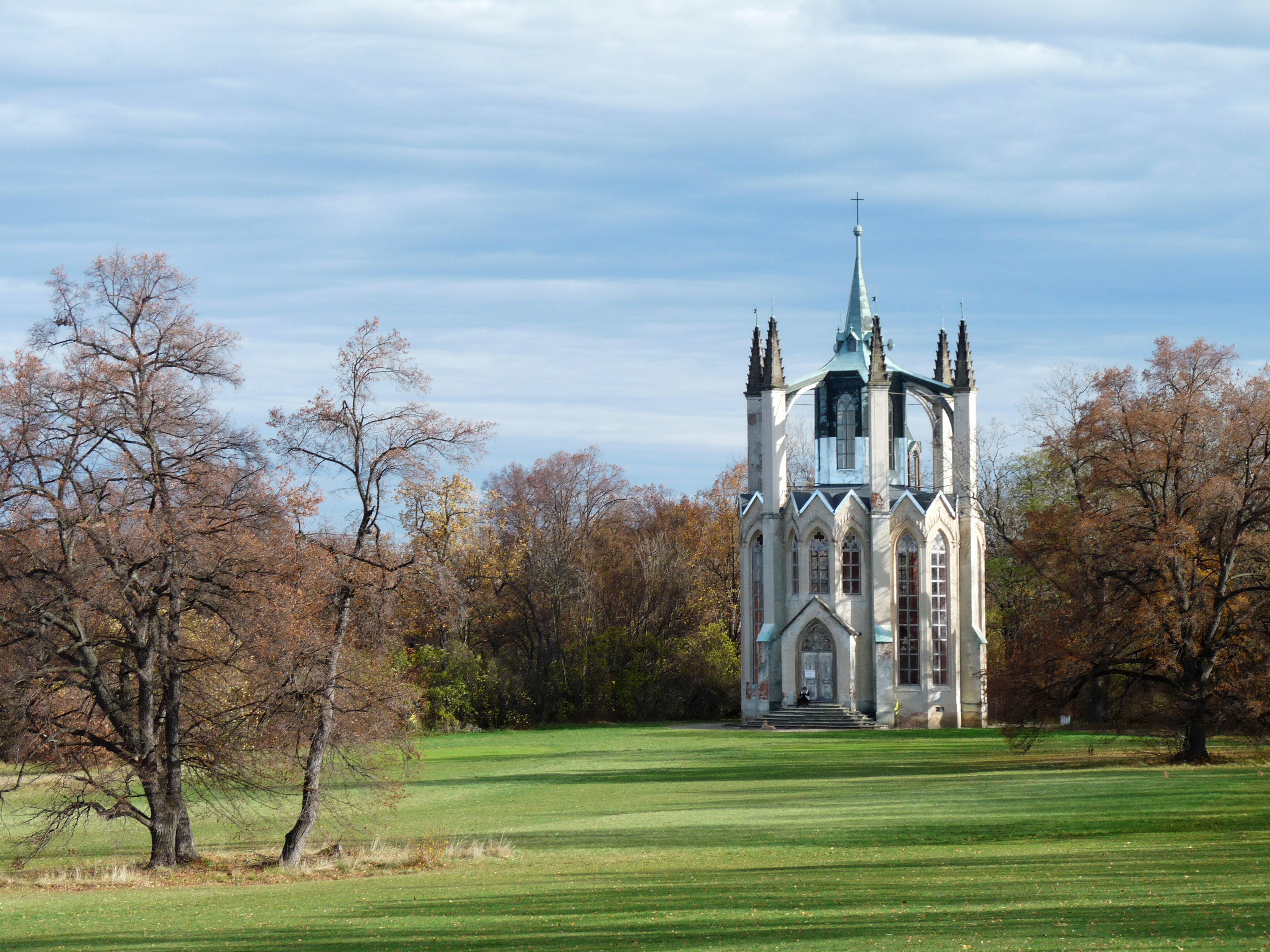
Gotický templ – vyhlídkový pavilon v parku u zámku Krásný Dvůr, 1793–1796

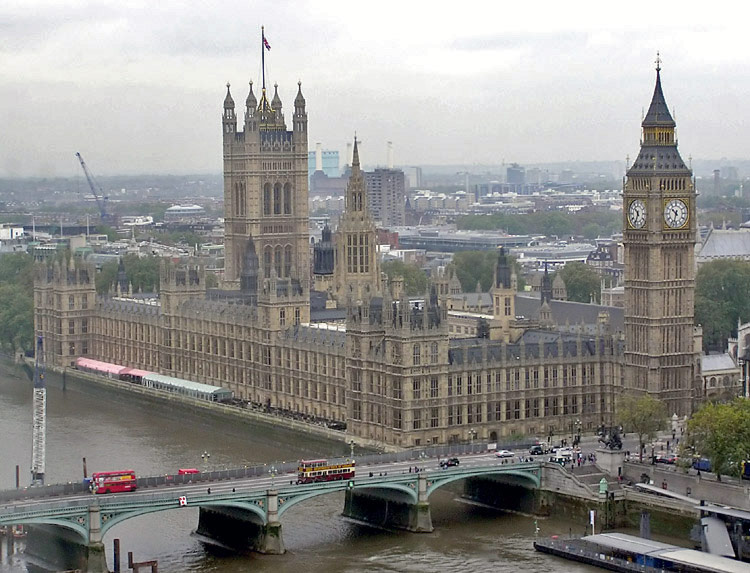
Westminsterský palác (britský parlament), 1840–1860

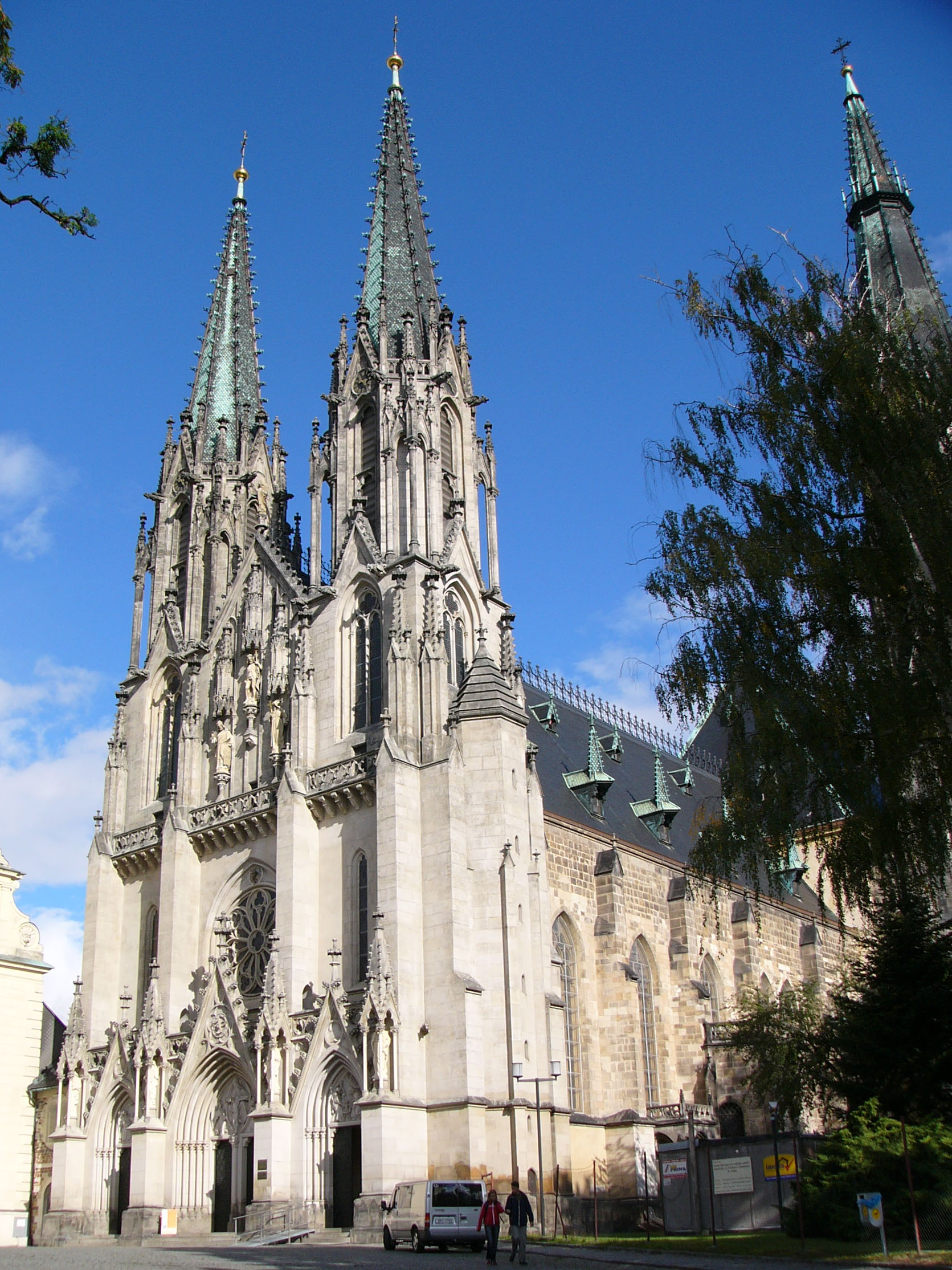
Katedrála svatého Václava v Olomouci, novogotická přestavba 1883–1892

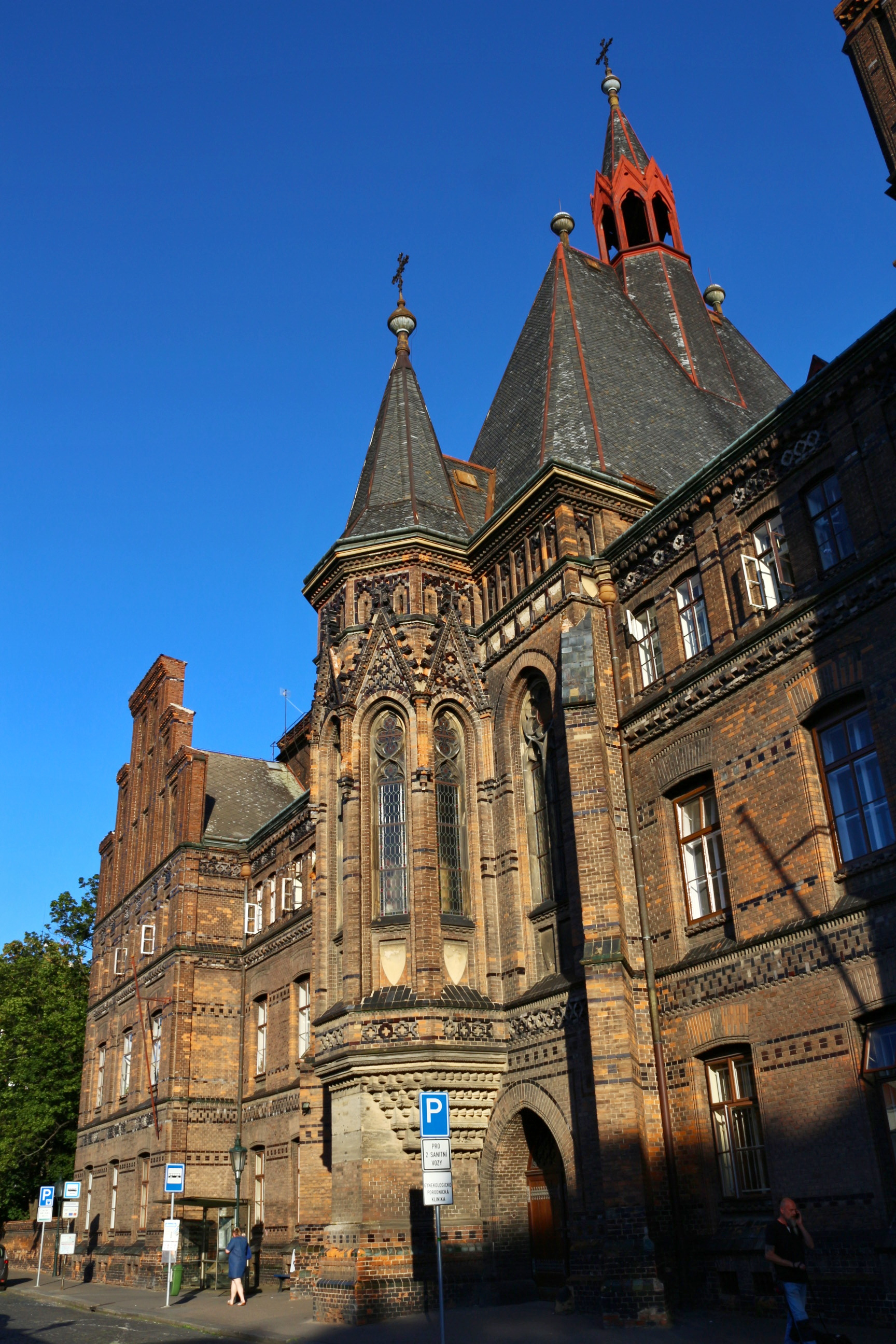
Královská zemská porodnice u Apolináře v Praze

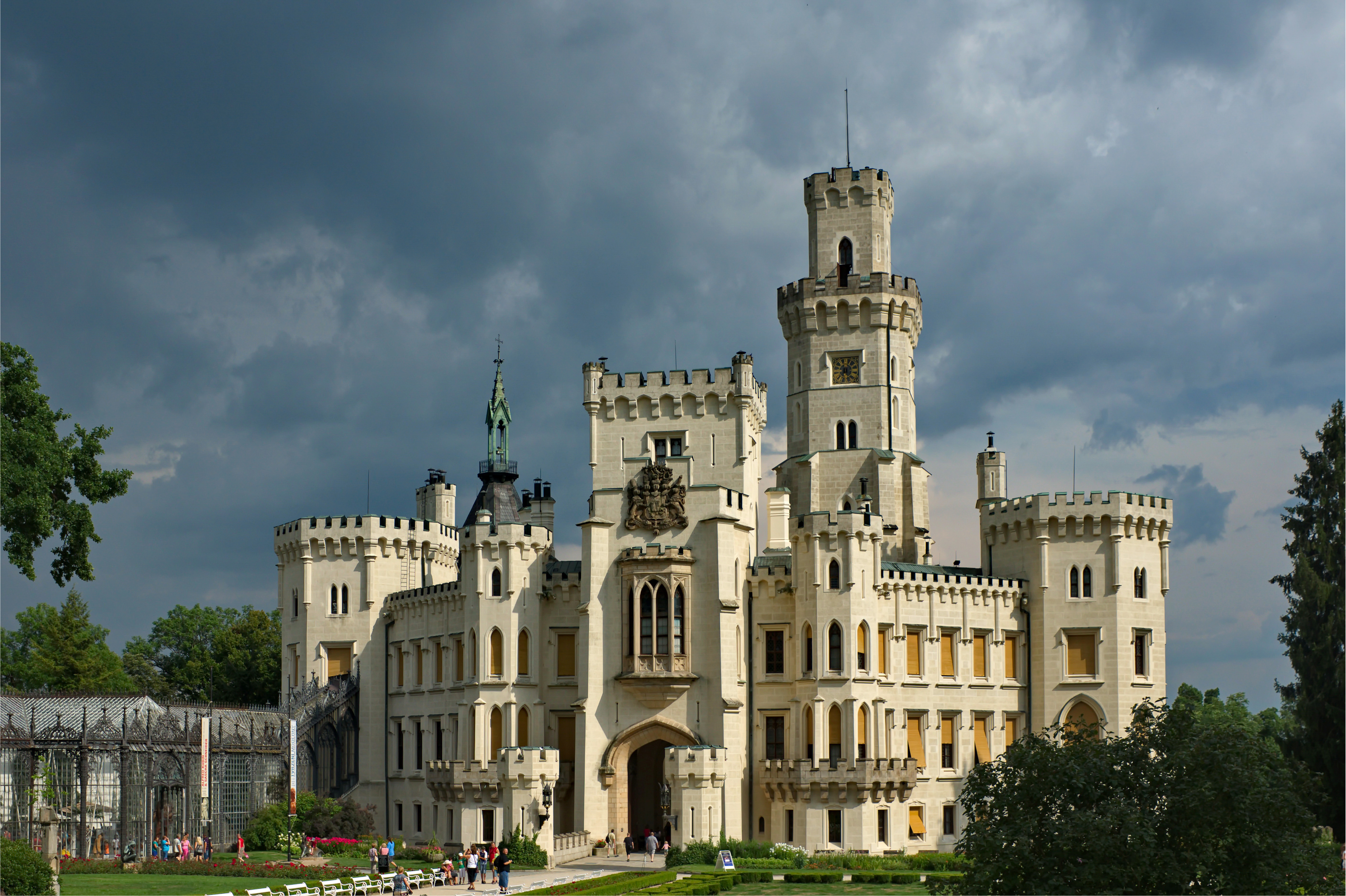
Zámek Hluboká nad Vltavou

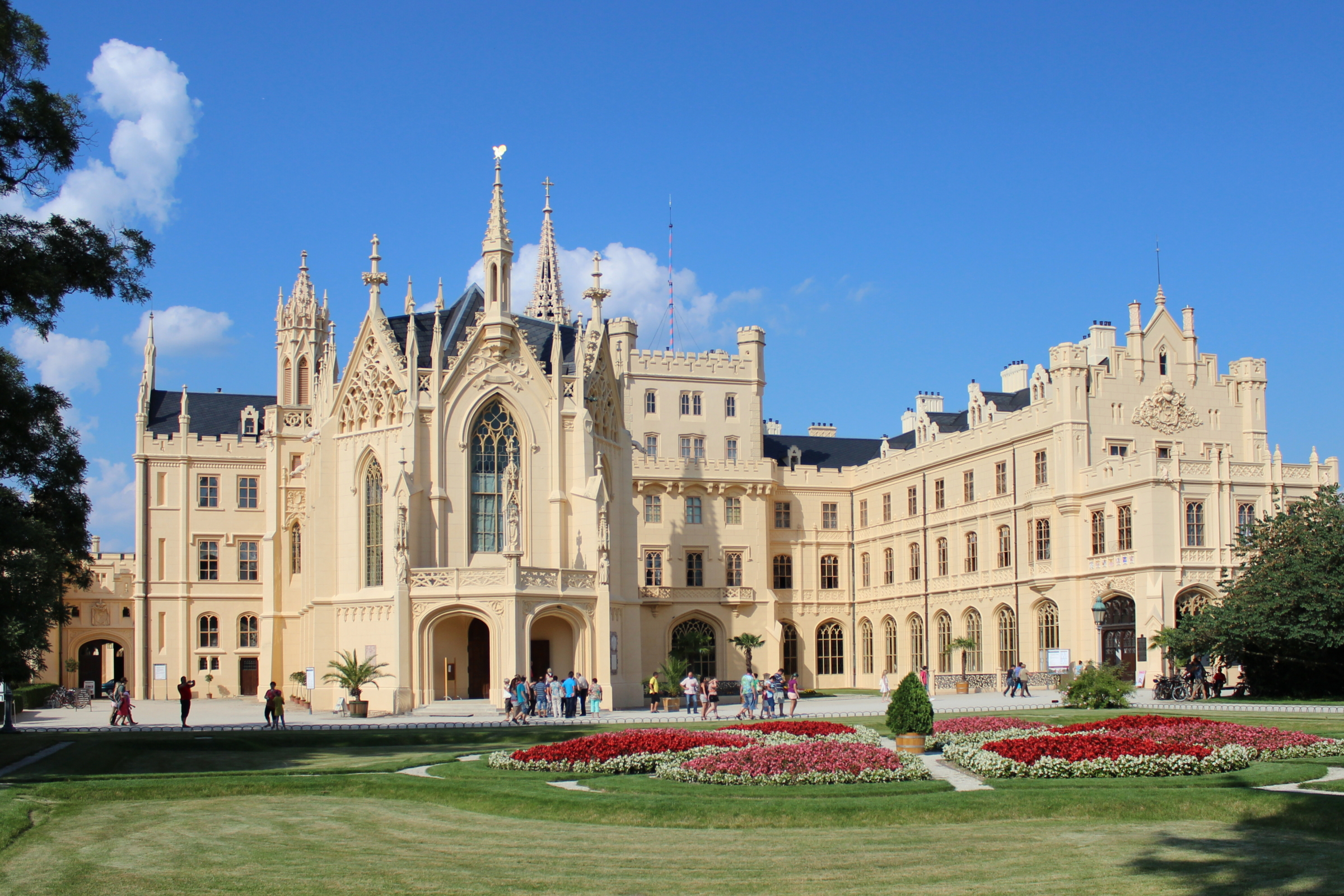
Zámek Lednice

Novogotika (neogotika, pseudogotika) je evropský umělecký směr, který se řadí mezi historizující slohy. Objevil se v Anglii v polovině 18. století, v architektuře Evropy a severní Ameriky se významněji projevoval v 19. a 20. století. Navracel se ke gotice, ze které vycházel.

## Historie
Tendence navracet se k historickým gotickým formám se objevuje již před vznikem samostatného slohu, například v pracích Christophera Wrena v Oxfordu. V českém prostředí se tak dělo v osobité formě barokní gotiky Jana Blažeje Santiniho.
Pro rozvoj anglické architektury gotic revival je mezníkem stavba Strawberry Hill House od roku 1749. Postavil si jej tvůrce žánru gotický román a obdivovatel a propagátor anglické gotiky Horace Walpole. Hlavní rozmach však i v Anglii nastal v 19. století, například ve stovkách děl neobyčejně plodného George Gilberta Scotta nebo ve Westminsterském paláci, sídle britského parlamentu.
Do pevninské Evropy se gotické formy dostávají v 19. století například v podobě romantických stavbiček anglických parků, imitována je i přímo anglická gotika, například na zámku Hluboká. Vlastní novogotický styl se však prosazuje až kolem poloviny století, kdy se rozvíjí průzkumy domácích památek a studium vývoje gotického slohu. Novogotika se pak uplatňuje nejen při výstavbě nových objektů, ale také při puristické obnově historický budov a jejich dostavbách.

## Příklady staveb

### V Česku
- Bazilika svatého Petra a Pavla na Vyšehradě
- Bazilka svaté Ludmily na Náměstí Míru v Praze
- Hrad Bouzov (rozsáhlá novogotická přestavba z přelomu 19. a 20. století)
- Hrad Karlštejn (novogotická přestavba z dílny Josefa Mockera)
- Katedrála (dóm) svatého Václava, Olomouc
- Katedrála svatého Víta, Praha (poslední stavební úpravy v letech 1870–1929)
- Kostel svatého Františka a Viktora v Ostravě
- Kostel svatého Mikuláše v Ludgeřovicích
- Kostel svatého Alberta v Třinci
- Kostel Navštívení Panny Marie v Poštorné
- Kostel svatého Pavla v Ostravě
- Schwarzenberská hrobka v Domaníně
- Novobydžovská radnice
- Zámek Český Rudolec
- Zámek Hluboká nad Vltavou
- Zámek Hrádek u Nechanic
- Zámek Lednice
- novogotická kaple na zámku Žleby
- Gotický templ – vyhlídkový pavilon v parku u zámku Krásný Dvůr
- Zemská porodnice u Apolináře v Praze
- Zámek Nový Světlov v Bojkovicích
- Přehrada Les Království na Labi
- Zámek Nečtiny

### Ve světě
- Katedrála svatého Patrika, New York
- Országház, Budapešť
- Vídeňská radnice
- Westminsterský palác, Londýn
- Presbyteriánská katedrála v Riu de Janeiru
- Katedrála svatého Mikuláše, Kyjev
- Nádraží svatého Pankráce, Londýn
- Svatyně Las Lajas, Kolumbie